# Güntzelstraße
Güntzelstraße - stacja metra w Berlinie na linii U9, w dzielnicy Wilmersdorf, w okręgu administracyjnym Charlottenburg-Wilmersdorf. Stacja została otwarta w 1971.